# Omagh
Omagh (irl. An Ómaigh) – miasto w Irlandii Północnej, stolica i największe miasto hrabstwa Tyrone. Zamieszkuje je około 20 tys. mieszkańców. Miasto leży nad rzeką Strule. 

## Historia
Nazwa Omagh pochodzi od irlandzkiej nazwy Óghmaigh (ang. the virgin plain). Około 792 roku został tu wybudowany klasztor. Miasto zostało założone w 1610 roku i służyło jako schronienie dla uciekinierów rebelii z 1641 roku. W 1689 roku, w tym samym co bitwa nad Boyne, do Omagh przybył Jakub II Stuart, w drodze do Derry, po czym zwolennicy Wilhelma III spalili miasto. W 1768 roku, miasto zaczęło pełnić funkcję miasta powiatowego hrabstwa Tyrone, po Dungannon.
W 1852 roku zostało utworzone połączenie kolejowe z Derry, w 1853 z Enniskillen i w 1861 z Belfastem. Dzisiaj miasto już nie posiada aktywnych linii kolejowych. W 1881 roku wybudowano koszary (zamknięte w 2007 roku), zaś w 1899 roku, hrabstwo zyskało, wybudowany w mieście,  szpital.

## Gospodarka
Omagh jest handlowym i przemysłowym centrum dystryktu Omagh. W mieście wytwarzane jest tradycyjne rzemiosło (obrusy i koronki). Turystyka jest ważną gałęzią gospodarki miasta. W Omagh odbywa się coroczny festiwal West Tyrone Feis.

## Zamachy terrorystyczne
15 sierpnia 1998 w Omagh Prawdziwa IRA (RIRA) wysadziła 250 kilogramowy ładunek wybuchowy w samochodzie pułapce. Na miejscu zginęło 29 osób, a około 220 zostało rannych. Był to jeden z najtragiczniejszych zamachów terrorystycznych podczas całego konfliktu w Irlandii Północnej. 
W kwietniu 2011 samochód pułapka zabił oficera policji Ronana Kerra. W specjalnym ośwadczeniu do zamachu przyznała się grupa byłych członków Provisional Irish Republican Army (PIRA).